# Al McKibbon
Al McKibbon, właśc. Alfred Benjamin McKibbon (ur. 1 stycznia 1919 w Chicago, zm. 29 lipca 2005 w Los Angeles) – afroamerykański kontrabasista jazzowy, przedstawiciel stylów: bebop i hard bop, oraz jazzu latynoskiego.

## Życiorys
Był synem pastora, który grał na tubie i gitarze, często z towarzyszeniem matki, grającej na fortepianie i śpiewającej. Miał młodszą siostrę Geraldine. W 1921 rodzina przeniosła się do Detroit. Tam jego starszy brat William George grał później na gitarze w Midwest Territorial Orchestra i to on doradził mu, żeby sięgnął po kontrabas. Uczęszczając do Cass Technical High School, uczył się gry na kontrabasie i fortepianie. W wieku siedemnastu lat już regularnie występował w miejscowym klubie nocnym B & C. Później grał z perkusistą Kellym Martinem w The Conga Club, a następnie byłym saksofonistą Jimmiego Lunceforda Tedem Brucknerem.
W 1943 Lucky Millinder zabrał go ze swoim zespołem na występy do Nowego Jorku. Wtedy postanowił zamieszkać w Wielkim Jabłku, gdzie dokonał swoich pierwszych nagrań studyjnych, grając z Millinderem. Wkrótce potem podpisał kontrakt z saksofonistą Tabem Smithem.
W 1944 dołączył do zespołu Colemana Hawkinsa, w którym na fortepianie grał Thelonious Monk. Dzięki Hawkinsowi wziął udział w pierwszej trasie koncertowej „Jazz at the Philharmonic”, zorganizowanej przez Normana Granza, w której uczestniczyli także saksofonista Lester Young i trębacz Buck Clayton. Chociaż z Hawkinsem grał niedługo, jego współpraca z Monkiem trwała kilkadziesiąt lat. Wziął udział w kilku najwcześniejszych nagraniach pianisty oraz słynnych jam sessions w Minton’s Playhouse, które dały początek bebopowi. W 1946 grał w zespole perkusisty J.C. Hearda w nowojorskim klubie Café Society. W następnym roku zatrudnił go w swoim big-bandzie Dizzy Gillespie, żeby zastąpił Raya Browna, który zraził kolegów z zespołu romansem z Ellą Fitzgerald. Podczas koncertów wyjazdowych dzielił pokój z urodzonym na Kubie perkusjonistą Chano Pozo. Pomimo bariery językowej udało im się stworzyć wzorzec rytmiczny, który stał się fundamentem jazzu afrokubańskiego. Owe innowacje zostały zaprezentowane w przełomowej kompozycji Manteca Gillespie’ego, Pozo i Fullera, oraz następnych utworach m.in. takich jak Cubano Be Cubano Bop, Tin Tin Deo i Guarichi Guaro.
Mimo rozwiązania w 1949 zespołu Gillespie’ego, pozostał przy muzyce latynoskiej, którą grywał do końca kariery. Po wzięciu udziału w sesjach nagraniowych, których owocem stał się przełomowy w rozwoju jazzu album Birth of the Cool Milesa Davisa, przez krótki czas współpracował z Countem Basie’em, Earlem Hinesem i Johnnym Hodgesem. W 1951 został członkiem kwartetu George’a Shearinga, pianisty, który także zainteresował się wówczas muzycką afrokubańskiej. Grał z jego zespołem siedem lat, a następnie przez rok z Calem Tjaderem.
W 1958 przeniósł się do Los Angeles, gdzie przez ponad dziesięć lat pracował jako muzyk sesyjny. Nagrywał także dla filmu i telewizji. W 1971 wziął udział w zorganizowanym przez producenta George’a Weina tournée pn. „The Giants of Jazz”. Uczestniczyli w nim także Dizzie Gillespie, Kai Winding, Sonny Stitt, Thelonious Monk i Art Blakey.
Jakiś czas później kupił kontrabas zbudowany w 1650 przez Jacoba Steinera, wybitnego lutnika austriackiego. Dzięki temu jego gra nabrała jeszcze bogatszego i mocniejszego brzmienia. Z upływem lat zainteresował się wykonawstwem muzyki klasycznej. W 1992 wraz z orkiestrą symfoniczną udał się na pustynię Mojave, żeby pośród piaszczystego pustkowia nagrać z orkiestrą symfoniczną IX Symfonię Ludwiga van Beethovena. Swój pierwszy album jako lider wydał dopiero w 1999. Była to płyta Tumbao Para los Congueros de Mi Vida.
Zmarł w wieku 86. lat. Został pochowany na cmentarzu Forest Lawn Memorial Park w Los Angeles.

### Małżeństwa
Był dwukrotnie żonaty. W 1940 poślubił Classie z d. Heard, która zmarła w 1967. Jego drugą żoną została w 1969 Jeanine. Byli ze sobą do jej śmierci w 1996.

## Dyskografia
- 1999 Tumbao Para los Congueros de Mi Vida (Blue Lady Records)
- 2004 Black Orchid (Niche Records)

### Jako sideman
- 1951
  - Billy Taylor – Billy Taylor and His Rhythm – Piano Panorama (Feisted)
- 1954
  - Cal Tjader – Cal Tjader – Vibist (Savoy)
- 1955
  - Thelonious Monk – Genius of Modern Music – Volume 2 (Blue Note)
  - Johnny Hodges – Castle Rock (Norgran Records)
  - Herbie Nichols – The Prophetic Herbie Nichols Vol. 1 (Blue Note)
  - Herbie Nichols – The Prophetic Herbie Nichols Vol. 2 (Blue Note)
  - Cal Tjader – Cal Tjader Plays Afro-Cuban (Fantasy)
- 1956
  - George Shearing – Latin Escapade
  - Nat Adderley – To the Ivy League from Nat (EmArcy)
  - Herbie Nichols – Herbie Nichols Trio (Blue Note)
  - Cal Tjader – Ritmo Caliente! (Fantasy)
  - Cal Tjader – Tjader Plays Tjazz (Fantasy)
- 1957
  - Coleman Howkins – The Coleman Hawkins, Roy Eldridge, Pete Brown, Jo Jones All Stars at Newport (Verve)
  - Miles Davis – Birth of the Cool (Capitol)
  - Cal Tjader – Mas Ritmo Caliente (Fantasy)
- 1958
  - Billy Taylor – The Billy Taylor Touch (Atlantic)
  - George Shearing – Latin Escapade (Capitol)
  - George Shearing i Dakota Staton – In the Night (Capitol)
  - Cal Tjader – Latin for Lovers (Fantasy)
  - Cal Tjader – Cal Tjader’s Latin Concert (Fantasy)
  - Cal Tjader – A Night at the Blackhawk (Fantasy)
- 1959
  - Cal Tjader – Cal Tjader Goes Latin (Fantasy)
  - Cal Tjader – Cal Tjader's Concert by the Sea (Fantasy)
  - Cal Tjader – Cal Tjader’s Concert by the Sea, Vol. 2 (Fantasy)
- 1960
  - Victor Feldman – Latinsville! (Contemporary Records)
  - George Shearing – On the Sunny Side of the Strip (Capitol)
  - Cal Tjader – Demasiado Caliente (Fantasy)
  - Cal Tjader – Cal Tjader Plays Harold Arlen (Fantasy)
- 1961 Cal Tjader – In a Latin Bag (Verve)
- 1964 Charles Kynard i Buddy Collette – Warm Winds (World Pacific)
- 1965 The Jazz Crusaders – Chile Con Soul (Pacific Jazz)
- 1968
  - The Byrds – The Notorious Byrd Brothers (Columbia)
  - Sonny Criss – Sonny's Dream (Birth of the New Cool) (Prestige)
- 1970 Randy Newman – 12 Songs (Reprise)
- 1971
  - The Giants of Jazz (Atlantic)
  - Thelonious Monk – The London Sessions (Black Lion)
- 1976 Dizzy Gillespie – Carter, Gillespie Inc. (Pablo)
- 1978 Martha Reeves – We Meet Again (Fantasy)
- 1995 Dizzy Gillespie – The Complete RCA Victor Recordings (Bluebird Records)

Zestawienie wg dat wydania płyt

## Uwaga
1. ↑  Wzorzec oparty na figurach rytmicznych clave, wystukiwanych na klawesach.